# Javier Sagrera
Javier Sagrera, né le 12 janvier 2004 à Torroella de Montgrí (Catalogne), est un pilote automobile espagnol. Depuis 2025, il est engagé en Formule 3 FIA.

## Biographie

### Karting
En 2017, Sagrera participe à ses premières compétitions nationales et continentales de karting, décrochant notamment une deuxième place dans la catégorie junior du championnat d'Espagne, son résultat le plus marquant de l'année. L'année suivante, l'Espagnol rejoint la catégorie senior, où il termine troisième du même championnat, à deux points du champion. Sagrera met fin à sa carrière en karting à la fin de l'année 2019.

### Formule 4 espagnole
Sagrera fait ses débuts en monoplace avec MOL Racing lors de la dernière manche du championnat d'Espagne de Formule 4 en 2019 sur le circuit de Barcelone. En dépit de son statut de rookie, il ne ménage pas ses efforts pour terminer dans le top 10 de la troisième course mais ne reçoit aucun point car étant inscrit comme pilote invité. En 2020 il s'engage pleinement dans le championnat pour les quarts premières manches avec son écurie MOL Racing. Cependant, il ne parvient à terminer qu'à quatre reprises points au cours des douze courses qu'il dispute. Il se classe vingtième avec 8 points.

### Formule 3 britannique
Sagrera fait ses débuts dans le championnat du Royaume-Uni de Formule 3 en 2021 chez Elite Motorsport, aux côtés du champion Ginetta Junior, Tom Lebbon, et du Mexicain José Garfias. Il décroche un podium dès sa troisième course dans le championnat. Cependant, il ne parvient pas réitérer cette performance par la suite, malgré onze top 10 lors des 16 courses qu’il termine par la suite. Il se classe dixième du championnat avec 265 points.
Il participe de nouveau au championnat l'année suivante, cette fois-ci avec Carlin Motorsport. Il fait cette fois équipe avec Roberto Faria et Callum Voisin. Il décroche un podium lors de la manche de Snetterton Park. Mais là encore, Cependant, il ne parvient pas réitérer cette performance par la suite, malgré douze top 10 lors des 13 courses qu’il dispute par la suite. Il se classe neuvième du championnat avec 257,5 points.
Il refait une apparition dans le championnat pour la saison 2024 pour Chris Dittmann Racing, lors de la manche du Hungaroring, où il inscrit des points lors de sa première course avec une dix-huitième position. Pour sa deuxième course du week-end, il franchit la ligne en quinzième position mais profite d'une pénalité pour prendre la quatorzième place. Pour la troisième course, il termine cependant à hors des points, avec une dix-neuvième position.

### Eurocup-3 Series
Il débute dans la catégorie en 2023, pour les six premières manches de la saison aux côtés de Cian Shields. Il termine huitième du championnat avec 3  podiums et 89 points. En 2024, il rejoint MP Motorsport . Après s'être défait du poleman Owen Tangavelou, Sagrera remporte la première course de la saison. Il remporte le titre face à Christian Ho.

### Formule 3 FIA
En  2025, Sagrera s'engage en Formule 3 FIA avec AIX Racing au coté de l'italien Nicola Marinangeli.

## Carrière

### Résultats en monoplace
| Saison | Championnat                          | Écurie                | Courses | Victoires | Pole positions | Meilleurs tours | Podiums | Points | Classement |
| ------ | ------------------------------------ | --------------------- | ------- | --------- | -------------- | --------------- | ------- | ------ | ---------- |
| 2019   | Championnat d'Espagne de Formule 4   | MOL Racing            | 3       | 0         | 0              | 0               | 0       | 0†     | n.c        |
| 2020   | Championnat d'Espagne de Formule 4   | MOL Racing            | 12      | 0         | 0              | 0               | 0       | 8      | 20e        |
| 2021   | Championnat de Formule 3 britannique | Elite Motorsport      | 24      | 0         | 0              | 1               | 1       | 265    | 10e        |
| 2022   | Championnat de Formule 3 britannique | Carlin Motorsport     | 24      | 0         | 0              | 1               | 1       | 257.5  | 9e         |
| 2023   | Eurocup-3                            | Palou Motorsport      | 12      | 0         | 0              | 0               | 3       | 89     | 8e         |
| 2023   | Formule Régionale Europe             | MP Motorsport         | 4       | 0         | 0              | 0               | 0       | 0†     | n.c        |
| 2024   | Eurocup-3 Winter Series              | MP Motorsport         | 2       | 0         | 0              | 0               | 1       | -      | 5e         |
| 2024   | Eurocup-3                            | MP Motorsport         | 16      | 4         | 2              | 1               | 10      | 250    | Champion   |
| 2024   | Championnat de Formule 3 britannique | Chris Dittmann Racing | 3       | 0         | 0              | 0               | 0       | 10     | 31e        |
| 2025   | Formule 3 FIA                        | AIX Racing            | 4       | 0         | 0              | 0               | 0       | 0      | 33e        |
| 2025   | Formule Régionale Europe             | AKCEL Racing          | 4       | 0         | 0              | 0               | 0       | 0      | 33e        |

† Sagrera étant un pilote invité, il était inéligible aux points.